# Полтава (лінійний корабель 1829)
«Полта́ва» — 84-гарматний вітрильний лінійний корабель російського флоту 3 рангу типу «Імператриця Олександра». Останній в історії російського вітрильного флоту корабель з ім'ям «Полтава».

## Історія корабля
«Полтава» був закладений 5 грудня 1828 року на стапелі Нового адміралтейства в Санкт-Петербурзі. Корабельним майстром був Олександр Андрійович Попов. Спущений на воду 12 жовтня 1829 року.
У 1830—1832, 1834, 1836—1839 роках в складі ескадр здійснював практичні плавання в Балтійському морі і Фінській затоці. В 1835 році у складі ескадри віце-адмірала Рікорда здійснював доставку Гвардійського корпусу з Кронштадту до Данцигу і назад. 3 липня 1836 року на Кронштадтському рейді брав участь у церемонії зустрічі Балтійським флотом боту Петра I. У 1846—1848 пройшов тімберовку.
У 1848—1850 роках брав участь в експедиції балтійського флоту до берегів Данії. З 28 липня по 30 серпня 1849 у складі 2-ї дивізії контр-адмірала Балка здійснював крейсерство в районі острова Готланд. В 1850 році у складі тієї ж дивізії знову крейсував біля Готланду, потім в районі острова Мен.
У 1851 та 1853 роках у складі ескадр перебував у практичних плаваннях у Фінській затоці. Брав участь у Кримській війні: здійснював первезення військ в акваторії Балтійського моря.
Виключений зі списків кораблів флоту 21 березня 1860 року.

## Список командирів корабля
| Період командування | Командир корабля |
| ------------------- | ---------------- |
| 1829                | Х. А. Метакса    |
| 1830—1834           | К. Н. Баскаков   |
| 1835—1836           | Л. М. Серебряков |
| 1837—1841           | В. П. Сурков     |
| 1848—1849           | Л. Князєв        |
| 1851                | Д. І. Кузнєцов   |
| 1853—1855           | М. Карякін       |
| 1856—1857           | П. А. Родіонов   |